# روح‌الله احمدزاده
روح‌الله احمدزاده کرمانی (زادهٔ ۱۳۵۷) سیاستمدار و مدیر ارشد اجرایی ایرانی است که سمت معاون رئیس‌جمهور و رئیس سازمان میراث فرهنگی و گردشگری ایران را در دولت دهم از اردیبهشت تا دی سال ۱۳۹۰ برعهده داشت. او از سال ۱۳۸۸ تا ۱۳۹۰ به‌عنوان استاندار فارس فعّالیت می‌کرد.

## زندگی‌نامه
وی در زمستان ۱۳۵۷ در مشهد متولد شد. فارغ‌التحصیل رشته مدیریت صنعتی در مقاطع کارشناسی و کارشناسی ارشد در دانشگاه امام صادق و دکتری مدیریت رسانه در دانشگاه علوم و تحقیقات تهران است. وی اکنون عضو هیئت علمی دانشگاه آزاد اسلامی واحد قیامدشت است و با درجه استادیاری تدریس د ارد.

## وزارت کشور
احمدزاده پست‌های مشاور وزیر و عضو شورای معاونان وزارت کشور، ریاست کمیته راهبردی آموزش و ریاست شورای پژوهشی وزارت کشور و ریاست مرکز مطالعات، تحقیقات و آموزش وزارت کشور را در کارنامه خود دارد. او در اسفندماه سال ۱۳۸۷ از دانشکده خبر به وزارت کشور نقل مکان کرد.

### استانداری فارس
در سال ۱۳۸۸، احمدزاده با پیشنهاد وزیر کشور و با حکم محمود احمدی‌نژاد به سمت استاندار فارس انتخاب شد. پس از فشارهای زیاد، احمدی‌نژاد او را از استانداری برکنار و به ریاست سازمان میراث فرهنگی منصوب کرد. بعد از رفتن وی در مرداد ۱۳۹۰ حسین صادق عابدین استاندار فارس شد.

## سازمان میراث فرهنگی و گردشگری
در ۲۹ اردیبهشت ۱۳۹۰ با حکم محمود احمدی‌نژاد و با حمایت اسفندیار رحیم مشایی رئیس سازمان میراث فرهنگی و گردشگری جمهوری اسلامی ایران منصوب گردید.
وی در ۱۴ دی ۱۳۹۰ به دلایل نامعلومی از این سمت استعفاء داد و سید حسن موسوی جایگزین او شد.

## سوابق شغلی
- معاون رئیس‌جمهور و رئیس سازمان میراث فرهنگی، صنایع دستی و گردشگری (۱۳۹۰)
- استاندار فارس (۱۳۸۸–۱۳۹۰)
- مشاور وزیر و عضو شورای معاونین وزارت کشور
- ریاست جمهوری[۸]/- عضو کمیسیون رسانه مرکز بررسی‌های استراتژیک
- کمیسیون فرهنگی دولت[۸]/- عضو کمیسیون
- کمیسیون اقتصادی دولت[۸]/- عضو کمیسیون
- شهردار شهر الوند قزوین و رئیس هیئت مدیره شرکت شهر صنعتی البرز (اولین شهر صنعتی خاورمیانه) (۱۹ مرداد ۱۳۹۸ – ۸ مهر ۱۳۹۹)